# کوژوخ ویلکیه
کوژوخ ویلکیه (به لهستانی:  Kożuchy Wielkie) یک روستا در لهستان است که در گمینا گیژتسکو واقع شده‌است. کوژوخ ویلکیه  ۲۲۰ نفر جمعیت دارد.